# Mohoua albicilla
Mohoua-de-cabeça-branca ou moúa-de-cabeça-branca (Mohoua albicilla), conhecido como pōpokotea, é uma espécie de pássaro da família Mohouidae endêmico da Nova Zelândia.